# Confédération mondiale des sports de boules
La Confédération mondiale des sports de boules (CMSB) était une organisation internationale, qui régissait les sports de boules. Elle était reconnue par le Comité international olympique. Elle a été créée en décembre 1985 par trois fédérations: la Fédération internationale de pétanque et de jeu provençal (FIPJP), la Fédération internationale de boules (FIB) pour la boule lyonnaise et la Confederazione boccistica internazionale (CBI) pour le Raffa (en). En 2003, la World Bowl (pour le lawn bowling ou boule anglaise) rejoint la Confédération mais la quitte en 2013.
En avril 2020, la confédération est dissoute, entrainant une restructuration en 2021 avec la création de la Fédération Mondiale de Boules et de Pétanque (FMBP), ou en anglais World Pétanque Bowls Fédération

## Présidents
- Luigi Sambuelli (1985- ?)[1]
- Claude Azéma (depuis 2014)[1]